# Packard 180

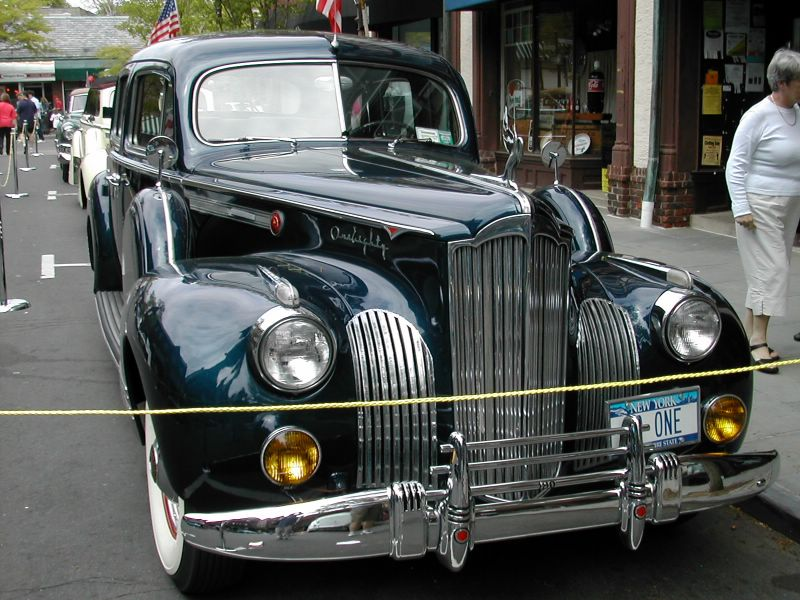
Packard 180 Limousine (1941)

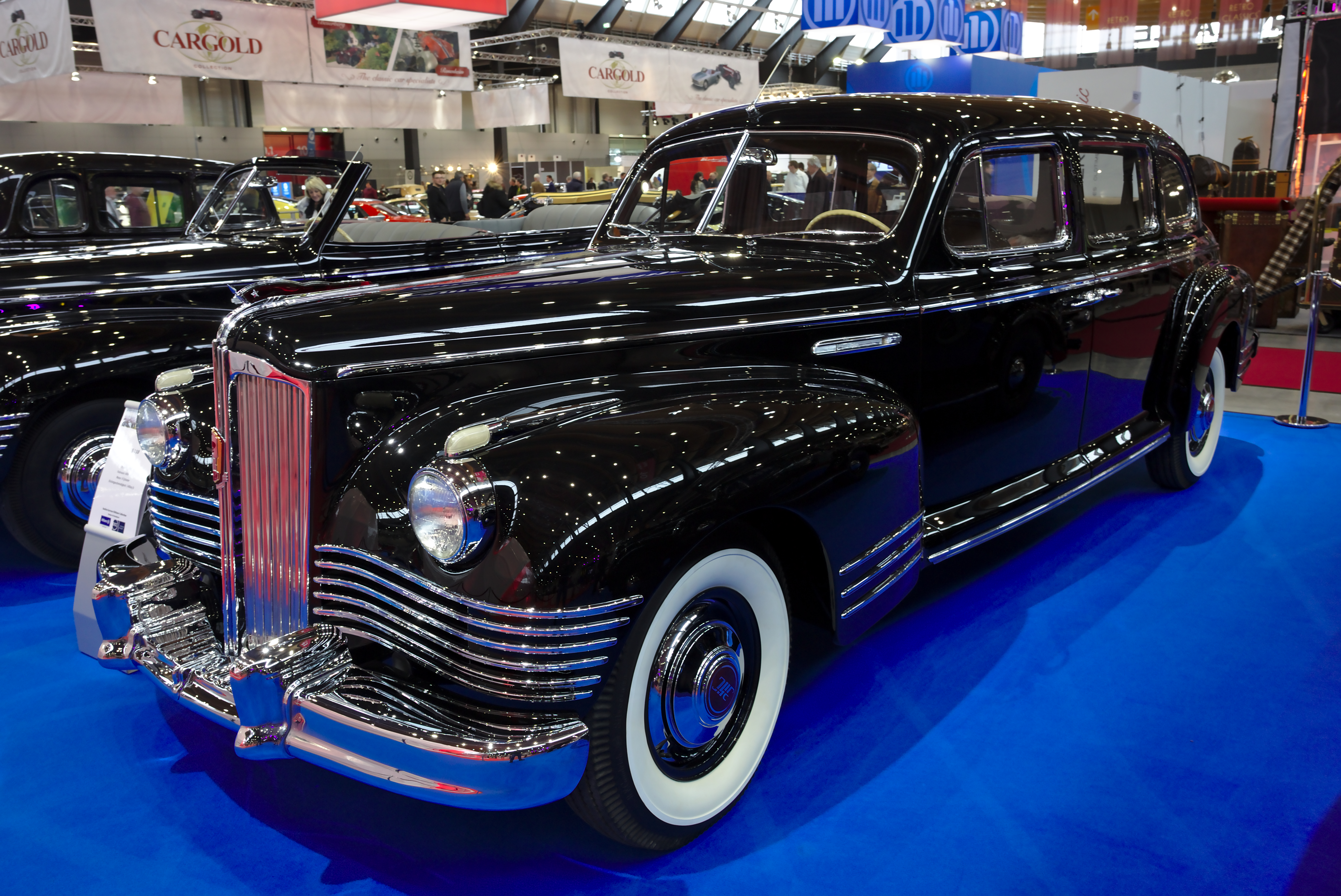
Ein ähnlicher ZIS-110 aus der Sowjetunion (Baujahr 1947)

Der Packard 180 (sprich: One-Eighty) wurde 1940 von der Packard Motor Car Company eingeführt, um das nicht mehr gebaute V12-Luxusmodell Twelve und seinen Vorgänger Twin Six zu ersetzen.
Der Typ 180 hatte einen Achtzylinder-Reihenmotor mit 5833 cm³ Hubraum, die 160 bhp (119 kW) Leistung entwickelte. Er wurde als stärkster Achtzylinder des Jahres 1940 vermarktet. Der Cadillac-V8 mit 5,7 Litern Hubraum entwickelte nur 150 bhp (112 kW). Packard setzte diesen Motor auch für sein Modell 160 ein.
Alle Packard-Serien (110, 120, 160 und 180) hatten das gleiche Karosseriedesign, was später viele als Grund für die „Verbilligung“ der ehemals exklusiven Luxusmarke nannten. Der 180 aber bot eine feinere Innenausstattung mit speziellen Polstern und Teppichen. 1941 und 1942 wurden kleinere Änderungen am Design vorgenommen.
Die letzten Exemplare vom Typ 180 verließen die Montagelinie im Februar 1942, da dann der Zweite Weltkrieg eine weitere zivile PKW-Produktion in den USA verhinderte. In der Sowjetunion diente der Packard 180 als Vorbild für den ähnlichen ZIS-110, der aber weder eine exakte Kopie war noch auf amerikanischen Anlagen gefertigt wurde. Er diente im gesamten Ostblock als Repräsentationswagen und wurde noch bis 1958 gebaut.